# Eutelsat 70B
Eutelsat 70B (pierwotnie znany jako Eutelsat W5A) - komercyjny satelita telekomunikacyjny, należący do firmy Eutelsat, wystrzelony 3 grudnia 2012 na rakiecie Zenit-3SL z platformy Ocean Odyssey na wodach międzynarodowych. Ma on zastąpić na pozycji 70OE wystrzelonego w 2002 satelitę Eutelsat 70A, który ma zostać przeniesiony na inną pozycję.

## Konstrukcja
Eutelsat 70B został zbudowany przez firmę EADS Astrium. Jest satelitą typu Eurostar E-3000. Posiada 48 transponderów pasma Ku, odbierających częstotliwości 10,95-11,7 GHz, 11,2-11,7 GHz i 12,5-12,75 GHz.
Satelita ma wysokość 7 m i szerokość 8 m, długość satelity przy rozłożonych fotoogniwach wynosi 30 metrów. 
Jedną z funkcji ma być zabezpieczenie komunikacji rządów państw Azji Środkowej. Satelita ten będzie również nadawał sygnał na terytorium Europy (w tym Polski) i Afryki.
Satelita pierwotnie nazywał się Eutelsat W5A, obecną nazwę otrzymał w marcu 2012 wskutek ujednolicenia nazw satelitów firmy Eutelsat. Nadawanie ma rozpocząć w styczniu 2013. W tym czasie satelita Eutelsat 70A ma zostać przeniesiony na inną pozycję.

## Start
Pierwotnie start był zaplanowany na 2 grudnia, jednak termin przesunięto z powodu opóźnień w umieszczeniu platformy na docelowej pozycji. Ostatecznie Eutelsat 70B został wyniesiony w kosmos za pomocą rakiety Zenit-3SL. Start nastąpił 3 grudnia 2012 o 20:43 czasu Greenwich (21:43 czasu polskiego) na platformie Ocean Odyssey. Start obsługiwała spółka Sea Launch. O 21:50 GMT (22:50 GMT+1) odłączył się od członu Blok DM-SL.
16 stycznia 2013 Eutelsat ogłosił pełne uruchomienie satelity Eutelsat 70B na pozycji 70° E. Poinformowano również, że Eutelsat 70A zostanie przeniesiony na pozycję 25,5° E do czasu wystrzelenia satelity Eutelsat 25B w 2013.